# 愛知 (宜野湾市)
愛知（あいち）は、沖縄県宜野湾市東部の地名。郵便番号は901-2206。

## 地理
宜野湾市東南部に位置し、中城村との境界線を有している。西で神山、北で赤道、東で中城村北上原、南で長田と接する。海岸線は有していない。

## 歴史

### 沿革
- 1939年（昭和14年） - 字宜野湾から独立。
- 1964年（昭和39年） - 字愛知と字神山の自治会が合併して「19区自治会」が誕生。合併時に名称が決まらず、宜野湾市役所から反時計回りに数えて19番目の自治会だったため、仮名称の「19区」を使用[1]。
- 2012年（平成24年）4月1日 - 「19区」から「愛知区」へ変更。
- 2014年（平成26年）2月3日 - 住居表示実施。愛知1丁目～3丁目設置。同時に字神山の一部が愛知1丁目に、字赤道が愛知1丁目・愛知2丁目に、字長田が愛知3丁目に、字愛知の一部が神山1丁目にそれぞれ編入[2]。

## 施設

### 愛知1丁目
- 宜野湾自動車学校（旧字赤道）
- 愛知クリニック

### 愛知2丁目
- 宜野湾郵便局
- 宜野湾警察署愛知交番
- 愛知区公民館
- 県営愛知高層住宅
- 愛知市営住宅
- まつぼっくり公園

### 愛知3丁目
- 玉木病院

## 交通

### 道路
- 国道330号 - 北東から南西に向けて貫いている。